# Charles Berriat-Saint-Prix
Charles Berriat-Saint-Prix, né en 1802 à Grenoble et décédé en 1870, est un juriste et écrivain français.

## Biographie
Fils ainé de Jacques Berriat-Saint-Prix, il est docteur en Droit à 22 ans. Sa thèse a été dirigée par son père. Il est nommé substitut du procureur du Roi. Il est promu procureur du Roi près la cour d'assises d'Indre-et-Loire, et plus tard procureur du Roi près le Tribunal de première instance de Pontoise en 1845. Il devient substitut du procureur général de Paris et membre du Conseil général de l'Isère. Enfin, il est conseiller à la Cour Impérial de Paris en 1857.
En 1867, lors du procès de Jean-Charles-Alphonse Avinain, Charles Berriat-Saint-Prix est le président des Assises et il fait la déclaration suivante : « Messieurs les jurés... je ne peux pas vous laisser croire que, même si vous écartiez la préméditation, Avinain n'encourrait pas la mort. Sachez en effet qu'aux termes de l'article 304 du Code pénal, le meurtre emporte le châtiment suprême, lorsqu'il a eu pour objet (...) de préparer, faciliter ou exécuter un simple délit, par exemple celui de vol ».